# Tipula (Arctotipula) piliceps
Tipula (Arctotipula) piliceps is een tweevleugelige uit de familie langpootmuggen (Tipulidae). De soort komt voor in het Nearctisch gebied.